# Avro 508
Bei der Avro 508 handelte es sich um das Projekt eines zweisitzigen Doppeldecker-Aufklärungsflugzeug des britischen Herstellers Avro.

## Geschichte
In der Hoffnung auf einen Auftrag für einen Serienbau konstruierte man bei Avro im Jahre 1914 ein Flugzeug mit Druckpropeller, konzipiert als Aufklärer mit einem Cockpit für den Beobachter im Bug der Maschine und dem Platz für den Piloten im Bereich der Tragflächen.
Da jedoch nach ersten Besichtigungen des Flugzeuges seitens der britischen Luftwaffe kein Interesse an der 508 bestand, blieb es beim Bau eines einzigen Prototyps, der lediglich zwei Mal in der Öffentlichkeit präsentiert wurde. Erstmals wurde die unverkleidete Zelle im Januar 1914 auf einer Ausstellung in Manchester gezeigt; das komplett aufgebaute Flugzeug wurde im März des gleichen Jahres auf der Olympia Aero Show in London präsentiert.
Ende April 1915 erfolgte der Erstflug in Brooklands. Wegen des ausbleibenden Auftrags wurde die Maschine kurz danach an eine Flugschule in Hendon abgegeben. Allerdings war sie dort nicht lange im Einsatz. Nach Augenzeugenberichten war sie bereits im April 1916 demontiert und ohne Motor abgestellt. Angeblich sollte die 508 als Schulungsmaschine mit einer Doppelsteuerung ausgestattet werden. Ob sie in dieser Konfiguration jemals geflogen ist, ist zu bezweifeln.

## Aufbau
Die Avro 508 war ein dreistieliger Doppeldecker. Der Rumpf bestand aus einer Holzrahmenkonstruktion, die nur im Bugbereich mit Stoff bespannt war. Die oben und unten gleich langen Tragflächen bestanden aus einer mit Stoff bespannten Holzkonstruktion. Alle vier Flächen waren mit Querrudern ausgestattet.

## Technische Daten
| Avro 508               |                                                                                    |
| Kenngröße              | Daten                                                                              |
| Länge                  | 8,15 m                                                                             |
| Höhe                   | 3,05 m                                                                             |
| Flügelspannweite       | 13,41 m                                                                            |
| Antrieb                | ein Gnome-Umlaufmotor vom Typ Monosoupape mit einer Leistung von ca. 60 kW (81 PS) |
| Höchstgeschwindigkeit  | 105 km/h                                                                           |
| Reichweite vollgetankt | ca. 420 km                                                                         |
| Besatzung              | 2 Mann                                                                             |
| max. Startgewicht      | 762 kg                                                                             |